# Kislevelű ciklámen
A kislevelű ciklámen (Cyclamen coum) a hangavirágúak (Ericales) rendjébe, ezen belül a kankalinfélék (Primulaceae) családjába tartozó faj.

## Előfordulása
A kislevelű ciklámen eredeti előfordulási területe Kelet-Bulgária, a Krím-félsziget, az európai Oroszországnak a déli része, Észak-Kaukázus, Libanon, Szíria, Palesztina és Törökország. Belgiumba betelepítette az ember.

## Alfaja
- Cyclamen coum subsp. elegans (Boiss. & Buhse) Grey-Wilson

## Megjelenése
Évelő, lágy szárú növényfaj, mely 6,5 centiméter átmérőjű gumóból nő ki. Kis termetű növény, melynek a szára csak 5-8 centiméter magas. A levele kerekítetten szív alakú. Virága rózsaszín, sötétebb árnyalattal a tövénél. Télen és kora tavasszal virágzik. A kertekben, parkokban talajtakaró növényként ültetik, mivel ahol megtelepszik, ott sűrű „szőnyeget” alkot.

## Képek

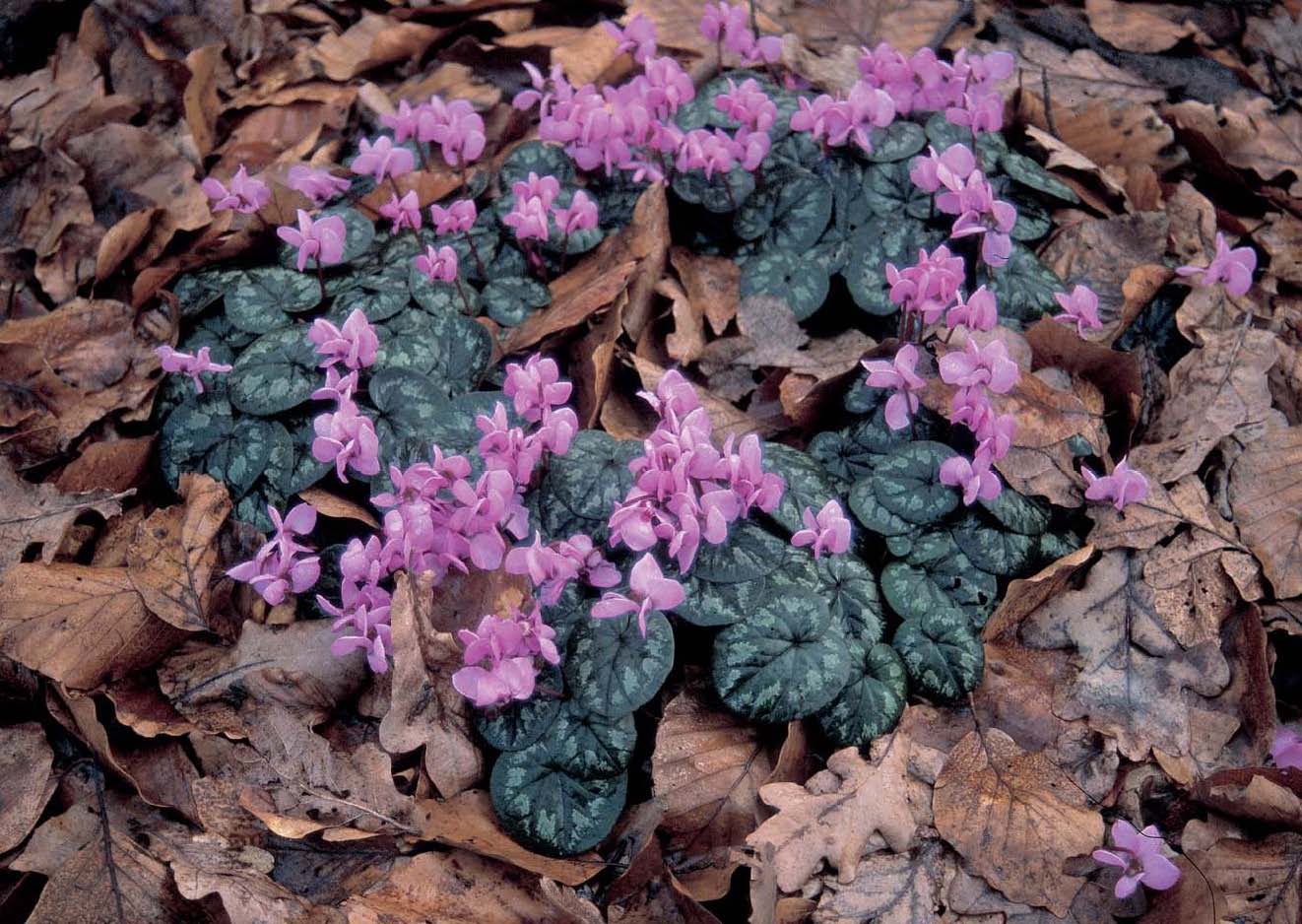
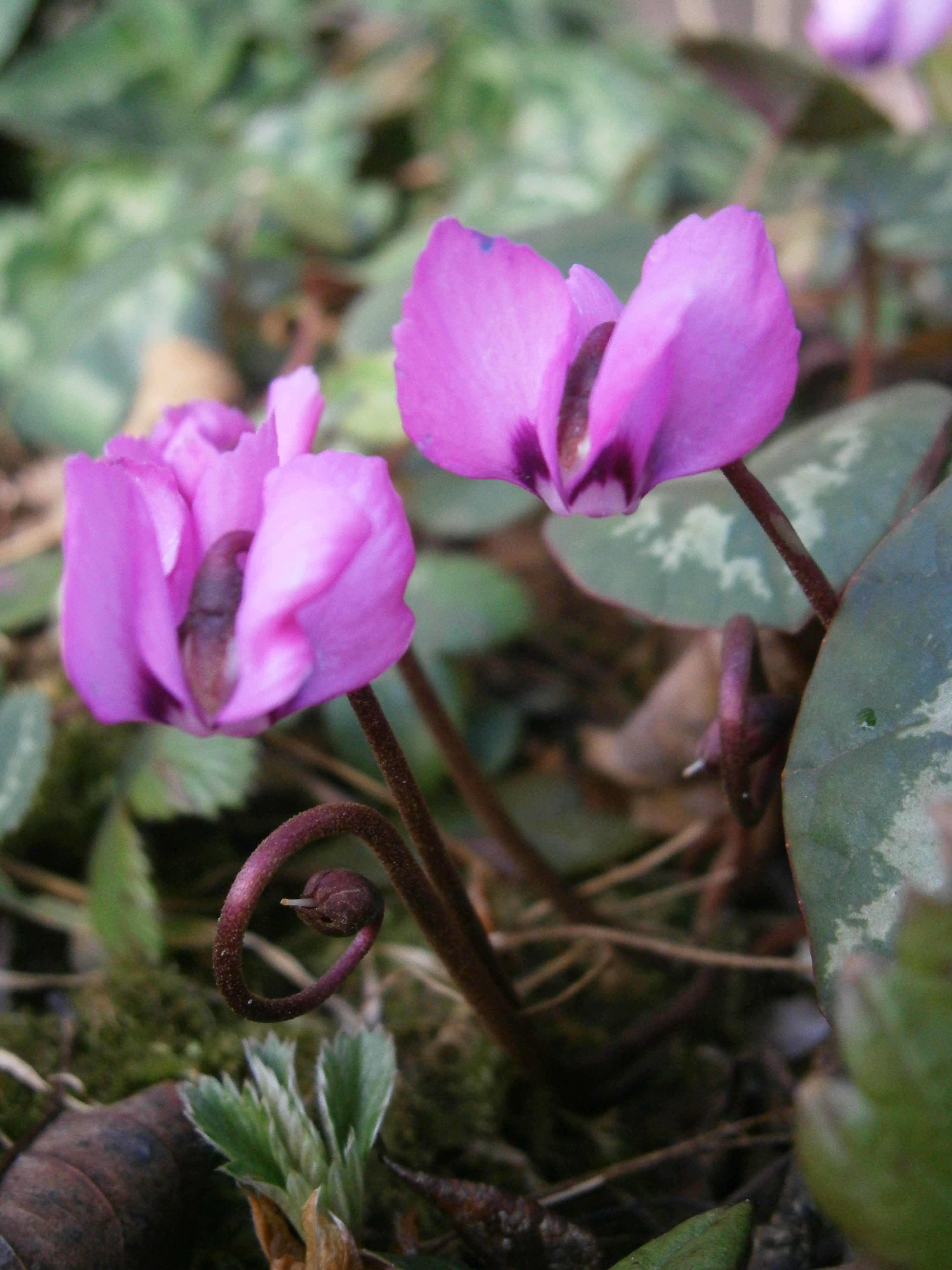
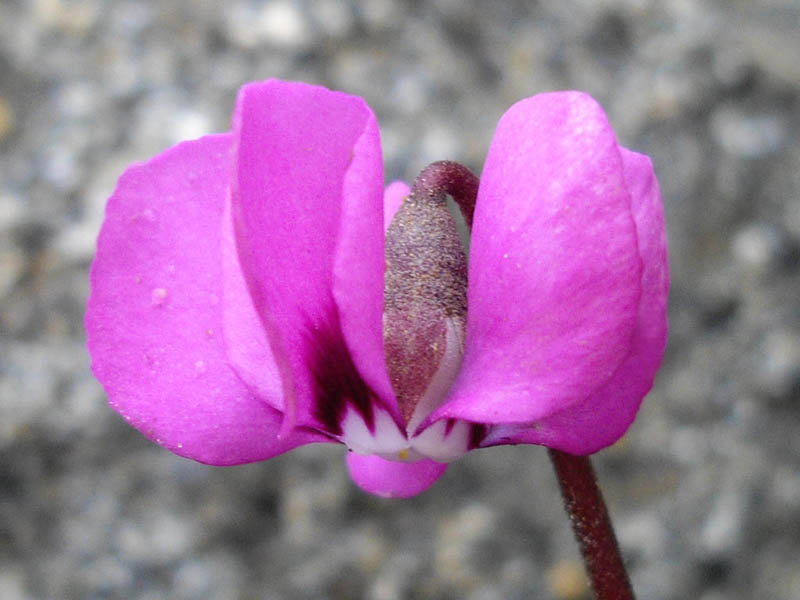
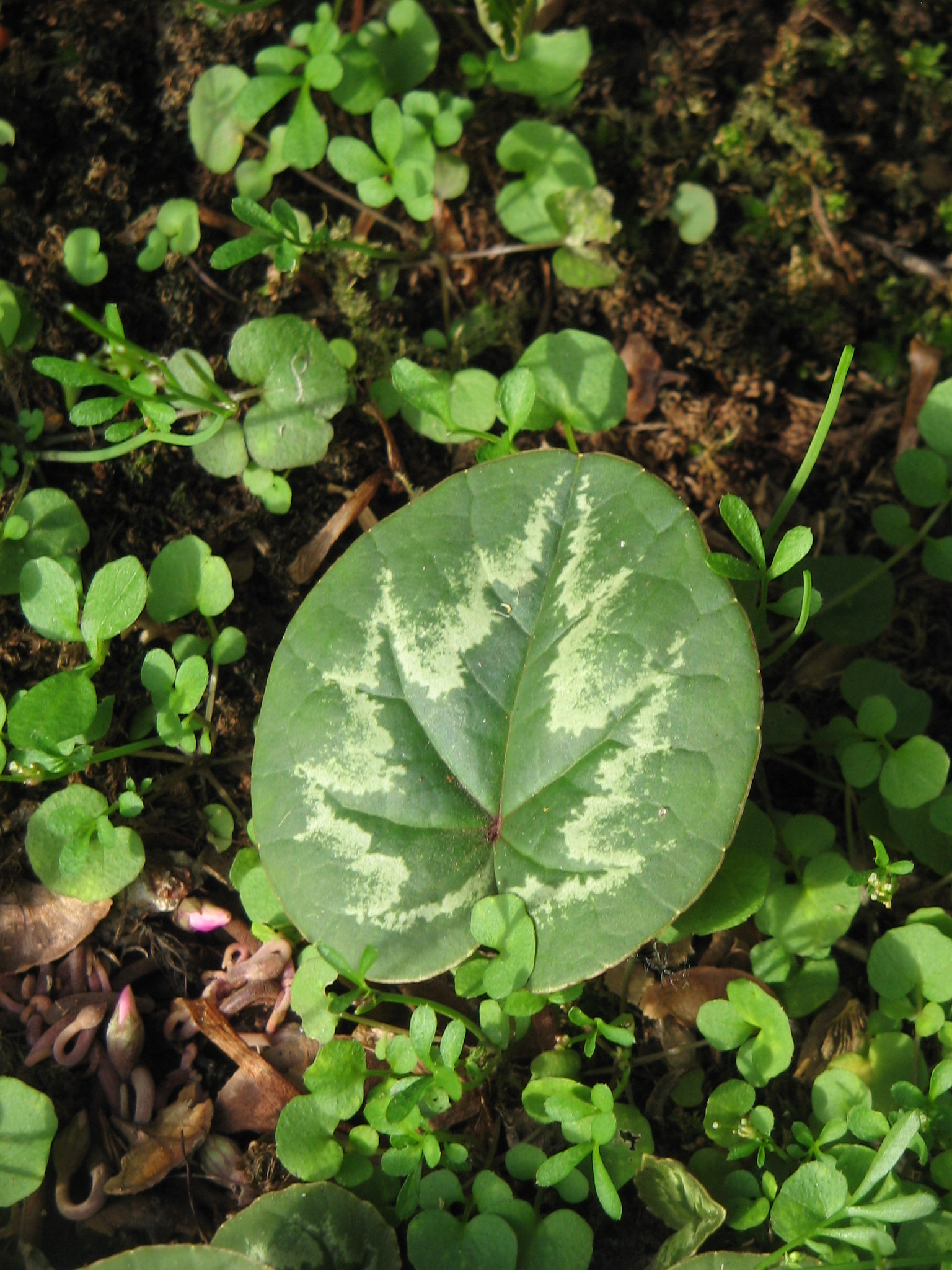
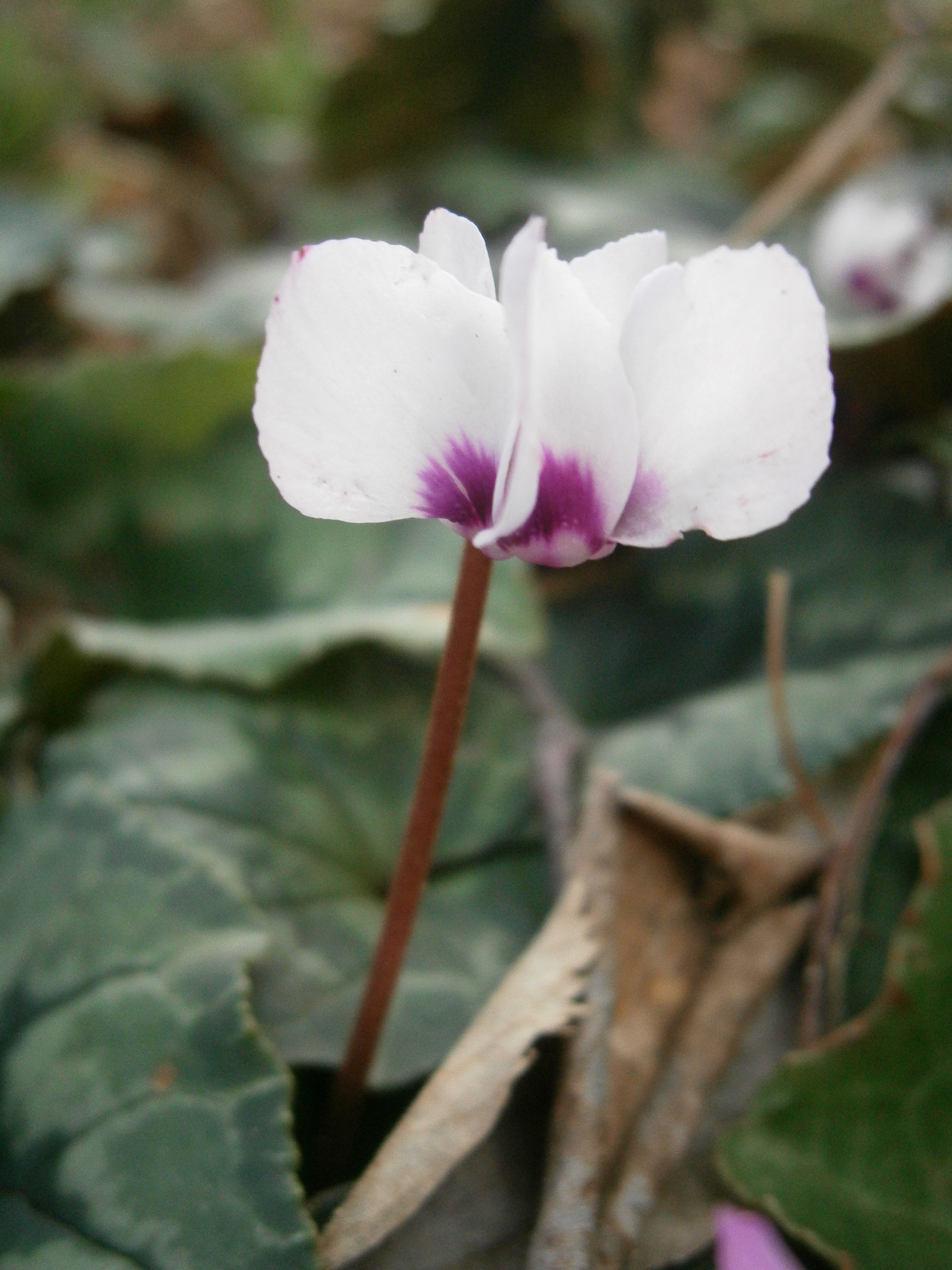
Termesztett fehér változat